# Bewitched
A Bewitched amerikai szituációs komédia, melyet Sol Saks alkotott meg. Az ABC sugározta 1964. szeptember 17-től 1972. március 25-ig. Magyarországon soha nem tűzték műsorra, viszont a műsor alapján készült 2005-ös filmet hazánkban is bemutatták, Földre szállt boszorkány címmel. 

## Cselekmény
A sorozat egy boszorkányról szól, aki különös módon egy halandó férfi felesége lesz. Természetesen el kell rejtenie különleges képességeit a világ elől, de ez nem egyszerű feladat, ráadásul sokszor még ő maga sem tudja kordában tartani erejét, amely kalamajkával jár a körülötte lévők számára.

## A sorozat készítése
A műsor nagyon népszerű volt, 8 évadot élt meg 254 epizóddal. 25 perces egy epizód. 1977-től 1978-ig futott egy rövid életű spin-off produkció is, "Tabitha" címmel, amely a Bewitched második évadában látható ugyanilyen nevű szereplő köré épült. Népszerűsége miatt több egyéb film és sorozat is utalásokat tett rá, paródiák is készültek belőle. Az ABC ős-riválisának számító NBC később elkészítette az ő hasonló jellegű kihívóját, amely az I Dream of Jeannie címet kapta. Magyarul ez a sorozat Jeannie, a háziszellem címén futott. A "boszorkányos" sorozathoz hasonlóan a Jeannie is népszerű műsor volt. A rajongók gyakran riválisnak ábrázolják a két produkciót.